# Apsithra horsfieldii
Apsithra horsfieldii is een vlinder uit de familie van de Nymphalidae. De wetenschappelijke naam van de soort is voor het eerst geldig gepubliceerd in 1899 door Frederic Moore.